# موت وسط الغيوم
موت في الطائرة (بالإنجليزية: Death in the Clouds)‏ هي رواية تحقيق ألفتها أجاثا كريستي، نُشرت لأول مرة بواسطة شركة شركة دود وميد في مارس عام 1935.

## ملخص الحبكة
يعود هيركيول بوارو إلى إنجلترا في رحلة جوية منتصف النهار من باريس إلى مطار كرويدون في لندن. يكون بوارو واحدًا من أحد عشر مسافرًا في المقصورة الخلفية للطائرة. يشمل المسافرون الآخرون: الكاتب البوليسي دانييل كلانسي؛ وعالمي الآثار الفرنسيين أرماند دوبونت وابنه جان؛ وطبيب الأسنان نورمان غيل؛ والطبيب براينت؛ ومقرضة الأموال الفرنسية السيدة جيزيل؛ ورجل الأعمال جيمس رايدر؛ وسيسلي، كونتيسة هوربيري، وصديقتها فينيسيا كير؛ وجين غراي. عندما تصبح الطائرة على وشك الهبوط، يُلاحَظ وجود دبور يطير في أرجاء المقصورة الخلفية، قبل أن يكتشف المضيف أن جيزيل ماتت. يستبعد بوارو، الذي استغرق في النوم معظم الرحلة، الاعتقاد بأنها ماتت بسبب لدغة دبور. وبدلًا من ذلك، يشير إلى وجود إبرة على الأرض، تبيّنَ أنها مسمّمة الرأس، وقد لُدغت جيزيل بها في الرقبة. يبقى السؤال كيف قُتلت جيزيل دون أن يلاحظ أحد ذلك.
تعثر الشرطة على أنبوب صغير جانب مقعد بوارو. يشعر بوارو بالانزعاج عند تحديد هويته كمشتبه به، ويقسم بتبرئة نفسه وحل القضية. عند طلب قائمة بأغراض المسافرين، يلاحِظ شيئًا فيها يثير اهتمامه، لكنه لا يفصح عنه. بمساعدة جين في التحقيق، يعمل بوارو مع المفتش جاب في إنجلترا، والمفتش فورنييه في فرنسا. تظهر الأدلة تدريجيًا: كان لدى الضحية ملعقتا قهوة مع فنجانها والصحن؛ اشترى رجل أمريكي أنبوب النفخ في باريس؛ السيدة هوربيري هي واحدة من مديني جيزيل، وقُطعت أموال زوجها عنها؛ اتّبعت جيزيل الابتزاز بالتهديد لضمان عدم انقطاع مدينيها عن سداد ديونهم؛ لم يمر بالقرب من الضحية سوى المضيفون أثناء الرحلة؛ كانت خادمة السيدة هوربيري على متن الطائرة بعد أن طلبت الصعود عليها في اللحظة الأخيرة.

## العناوين للترجمة العربية
- موت وسط الغيوم دار الأجيال للنشر.
- جريمة في الجو دار ميوزيك للطبع والنشر، المكتبة الثقافية بيروت لبنان. (تعريب الاديب الراحل عبر عبد العزيز أمين)
- موت في الطائرة.